# イウォーク・アドベンチャー
『イウォーク・アドベンチャー』（Caravan of Courage: An Ewok Adventure）は映画『スター・ウォーズ』シリーズのスピンオフ（外伝）作品で、1984年にテレビ映画として制作された。
ヨーロッパや日本では劇場公開された。DVD化された際のタイトルは『スター・ウォーズ/イウォーク・アドベンチャー 勇気のキャラバン』。

## 概要
『スター・ウォーズ』シリーズでは『エピソード5/帝国の逆襲』と『エピソード6/ジェダイの帰還』の間の時期に位置し、ルークら反乱同盟軍とウィケットらイウォーク族が出会う以前の物語となる。
作品では「森の月」と呼ばれる惑星エンドアを舞台に、両親をモンスターにさらわれた二人の兄妹が、ウィケットらイウォーク族と協力して両親を救い出すというストーリーが描かれる。
イウォーク族をメインキャラクターに据えた2つのスピンオフ作品のうちの最初の作品で、2作目のスピンオフ作品『エンドア/魔空の妖精』（The Battle for Endor）は本作の6ヶ月後の物語となる。

## あらすじ
映画の冒頭、トワニ一家のスタークルーザーがエンドアに不時着、両親と二人の子供は離ればなれとなってしまう。
イウォーク族のディージは子供達をイウォークの住み処まで連れて行く。妹のシンデルはそこでイウォークのウィケットと仲良しになる。
その後、イウォークに倒された怪獣が行方不明の両親の生命モニターを持っており、危険地帯に住む怪物ゴラックスに連れ去られたことが分かった。イウォークは二人の両親を救出するためキャラバンを結成する。
ゴラックスの巣に到着するまでに、「騒々しいイウォーク」であるチュカ・トロックなどの盟友を加え、ついに両親を解放してゴラックスを打ち倒す。トワニ一家は再び相まみえてスタークルーザーの修理が済むまでイウォークの住み処で世話になることになった。

## キャスト
（俳優名／役名）※役名はDVD版のもの
- オーブリー・ミラー／シンデル（テレビ版ではシンディ）（妹）
- ワーウィック・デイヴィス／ウィケット
- エリック・ウォーカー／メイス（兄）
- フィオヌラ・フラナガン／カタリーン（DVD版ではキャサリン、テレビ版ではタスリーン）（母）
- ガイ・ボイド／ジェレミット（父）
- ダニエル・フリッシュマン／ディージ（ウィケットの父）
- デビー・リー・キャリントン／ウィーチー（テレビ版ではウィーチェ）（ウィケットの上の兄）
- トニー・コックス／ウィドル（テレビ版ではウィードル）（ウィケットの下の兄）
- ケヴィン・トンプソン／チュカ・トロック（テレビ版ではチュカ・トロク）
- マルガリータ・フェルナンデス／カインク（テレビ版ではケインク）
- パム・グリッズ／ショードゥ（ウィケットの母）
- ボビー・ベル／ログレイ（テレビ版ではログレー）
- ダリル・エンリケス／ウィケットの声
- シドニー・ウォーカー／ディージの声
- バール・アイヴス／ナレーション

## スタッフ
- 監督：ジョン・コーティー
- 製作：トーマス・G・スミス
- 製作総指揮：ジョージ・ルーカス
- 原案：ジョージ・ルーカス
- 脚本：ボブ・キャロウ
- 音楽：ピーター・バーンスタイン
- 放送局：米ABC

## 日本語吹替
| 役名               | 俳優                                                      | DVD版    | VHS版    | テレビ版 |
| ------------------ | --------------------------------------------------------- | -------- | -------- | -------- |
| シンデル（妹）     | オーブリー・ミラー                                        | 金田朋子 | 坂本真綾 | 藤枝成子 |
| ウィケット         | ワーウィック・デイヴィス（演） ダリル・エンリケス（声）   | 島香裕   | 亀井芳子 | 安西正弘 |
| メイス（兄）       | エリック・ウォーカー                                      | 水島大宙 | 菊池英博 | 関俊彦   |
| カタリーン（母）   | フィオヌラ・フラナガン                                    | 鈴鹿千春 | 小宮和枝 | 小宮和枝 |
| ジェレミット（父） | ガイ・ボイド                                              | 山野井仁 | 納谷六朗 | 池田勝   |
| ディージ           | ダニエル・フリッシュマン（演） シドニー・ウォーカー（声） | 石井隆夫 | 槐柳二   | 槐柳二   |
| チュカ・トロック   | ケヴィン・トンプソン                                      | 渡部猛   | 西尾徳   | 阪脩     |
| ナレーション       | バール・アイヴス                                          | 辻谷耕史 | 中村正   | 高木均   |